# Oğuzhan Özyakup
Oğuzhan Özyakup (* 23. září 1992, Zaandam, Nizozemsko) je nizozemský fotbalový záložník tureckého původu, který v současnosti hraje za Beşiktaş.
Na seniorské úrovni reprezentuje Turecko.

## Klubová kariéra
Özyakup se připojil k akademii Arsenalu v roce 2008. S mládežnickým týmem dvakrát vyhrál Premier Academy League a jednou FA Youth Cup. Za první tým Arsenalu debutoval 20. září 2011, kdy nastoupil v Carling Cupu proti Shrewsbury Townu. Do utkání zasáhl jako střídající hráč a po dvou minutách na hřišti přihrál na poslední gól zápasu, který Arsenal vyhrál 3-1. V roce 2012 přestoupil do istanbulského Beşiktaşe.

## Reprezentační kariéra

### Nizozemsko
Zúčastnil se Mistrovství Evropy hráčů do 17 let 2009, kde ve finále mladí Nizozemci podlehli domácím Němcům 1:2 po prodloužení.

Zúčastnil se i Mistrovství světa hráčů do 17 let 2009 v Nigérii, kde Nizozemci nepostoupili ze základní skupiny C. Na turnaji vstřelil 25. října gól z pokutového kopu proti Kolumbii (konečná prohra 1:2).

### Turecko
Hrál za tureckou jedenadvacítku.
Za A-mužstvo Turecka poprvé nastoupil 28. 5. 2013 v přátelském zápase v německém Duisburgu proti Lotyšsku (remíza 3:3).

## Ocenění

### Klubové
Arsenal FC
- Premier Academy League: 2008–09, 2009-10
- FA Youth Cup: 2008–09